# IC 4464
IC 4464 је спирална галаксија у сазвјежђу Кентаур која се налази на листи објеката дубоког неба у Индекс каталогу.
Деклинација објекта је - 36° 52' 43" а ректасцензија 14h 37m 48,9s. Привидна величина (магнитуда) објекта IC 4464 износи 11,8 а фотографска магнитуда 12,8. Налази се на удаљености од 43,079 милиона парсека од Сунца. IC 4464 је још познат и под ознакама ESO 385-50, MCG -6-32-11, PGC 52286.